# Inuissuitmiut
Inuissuitmiut, eskimsko pleme što je u 18. stoljeću živjelo na otoku Depot Island i susjednoj obali zaljeva Hudson Bay Kanada. Njihov posljednji pripadnik umro je nešto prije 1800.-te. Spominje ih Boas (1901).

## Vanjske poveznice
- Eskimo  Arhivirana inačica izvorne stranice od 26. rujna 2008. (Wayback Machine)